# Casgar (prefeitura)

Localização da Prefeitura de Casgar na China

Prefeitura de Casgar (chinês tradicional: 喀什地區, chinês simplificado: 喀什地区, pinyin: Kāshí Dìqū) está localizada no sudoeste da província de Sinquião, na República Popular da China. Possui uma área de 112,057 km² e 4,23 milhões de habitantes de acordo com estimativas de 2013.